# Condado de Montgomery (Geórgia)
O Condado de Montgomery é um dos 159 condados do estado americano de Geórgia. A sede do condado é Mt. Vernon, e sua maior cidade é Mt. Vernon. O condado possui uma área de 641 km², uma população de 8 270 habitantes, e uma densidade populacional de 13 hab/km² (segundo o censo nacional de 2000). O condado foi fundado em 19 de dezembro de 1823.